# Zarife Yıldırım
Zarife Yıldırım (ur. 8 sierpnia 1975) – turecka judoczka.
Uczestniczka mistrzostw świata w 1997 i 1999. Startowała w Pucharze Świata w latach 1997-2000. Brązowa medalistka igrzysk śródziemnomorskich w 1997 roku.